# نیو-میلیگن
نیو-میلیگن (به هلندی: Nieuw-Milligen) یک منطقهٔ مسکونی در هلند است که در آپلدورن واقع شده‌است. نیو-میلیگن ۱۵٬۹۵ کیلومتر مربع مساحت و ۱۰۵ نفر جمعیت دارد.